# Ойген Валланд
Ойген Валланд (нім. Eugen Walland; 23 квітня 1881, Крайнбург — 16 квітня 1966, Ґрац) — австро-угорський, австрійський і німецький офіцер, генерал-майор люфтваффе.

## Біографія
1 жовтня 1901 року вступив в австро-угорську армію. Учасник Першої світової війни, після завершення якої продовжив службу в австрійській армії. З 1 липня 1937 року — піхотний бригадир 3-ї дивізії. Після аншлюсу 15 березня 1938 року автоматично перейшов у вермахт. 1 червня 1938 року переведений в люфтваффе як офіцер служби комплектування і призначений офіцером для особливих доручень при Імперському міністерстві авіації і головнокомандувачі люфтваффе. 1 липня 1938 року відряджений в штаб командування 7-го військового округу. З 3 січня 1939 року — директор авіаційної групи інспекції поповнення Нюрнберга, з 1 травня 1940 року — Відня. З 18 березня 1941 року — командир 4-ї авіаційної будівельної бригади. 30 листопада 1942 року звільнений у відставку. Наступного дня переданий в розпорядження люфтваффе без мобілізації. 31 травня 1943 року остаточно звільнений у відставку.

## Звання
- Однорічний доброволець (1 жовтня 1901)
- Капрал (29 березня 1902)
- Фельдфебель (1 жовтня 1902)
- Кадет-заступник офіцера (1 січня 1903)
- Лейтенант (1 листопада 1904)
- Оберлейтенант (1 листопада 1910)
- Гауптман (1 березня 1915)
- Майор (1 січня 1920)
- Оберстлейтенант (23 червня 1923)
- Оберст (18 червня 1935)
- Генерал-майор (1 листопада 1941)

## Нагороди
- Ювілейний хрест
- Медаль «За військові заслуги» (Австро-Угорщина)
  - бронзова
  - бронзова з мечами
  - срібна з мечами
- Хрест «За військові заслуги» (Австро-Угорщина) 3-го класу з військовою відзнакою і мечами
- Орден Залізної Корони 3-го класу з військовою відзнакою і мечами
- Військовий Хрест Карла
- Медаль «За поранення» (Австро-Угорщина) з однією смугою
- Пам'ятна військова медаль (Австрія) з мечами
- Хрест «За вислугу років» (Австрія) 2-го і 1-го класу для офіцерів (35 років)
  - 1-го класу (21 квітня 1937)
- Пам'ятна військова медаль (Угорщина) з мечами
- Почесний хрест ветерана війни з мечами
- Медаль «За вислугу років у Вермахті» 4-го, 3-го, 2-го і 1-го класу (25 років)
- Нагрудний знак «За поранення» в чорному